# Carrascosa de Haro
Carrascosa de Haro – gmina w Hiszpanii, w prowincji Cuenca, w Kastylii-La Mancha, o powierzchni 29,05 km². W 2011 roku gmina liczyła 128 mieszkańców.